# أبو عبد الله الشافعي
أبو عبد الله الشافعي هو قائد في جند الإسلام وجيش أنصار السنة من العام 2003-2010. في عام 2010 تم القبض عليه وسجنه في سجن أبو غريب.